# My Breakfast with Blassie
My Breakfast with Blassie è un film del 1983 diretto da Linda Lautrec, Johnny Legend e, non accreditato, Mark Shepard, con protagonisti Andy Kaufman e il wrestler "Classy" Freddie Blassie.
La pellicola, inedita in Italia, è una parodia largamente improvvisata del film drammatico La mia cena con André (My Dinner with Andre) del 1981 diretto da Louis Malle, ed è ambientato quasi interamente nel ristorante della catena Sambo's situato a Hollywood, dove Kaufman, che indossa il suo caratteristico collare ortopedico, e Blassie discutono della colazione. Lynne Margulies, che sarebbe diventata in seguito la ragazza di Kaufman, ha un piccolo ruolo. Presente anche Bob Zmuda, nella parte di un fan ficcanaso.
Linda Lautrec e Andy Kaufman scrissero insieme la sceneggiatura del film per diversi mesi, a tarda notte, al telefono. Il doppio ruolo di Linda (come regista e attrice) fu sceneggiato come quello di una fan irritante che richiede l'autografo di Andy dopo che questi si è lavato le mani.
My Breakfast with Blassie viene citato nella canzone dei R.E.M. Man on the Moon.